# Katumbea oxoniensis
Katumbea oxoniensis là một loài nhện trong họ Gnaphosidae. Chúng thuộc chi đơn loài Katumbea, được Mordecai Cubitt Cooke miêu tả năm 1964, thường xuất hiện ở Tanzania.